# Bella matribus detestata
La locuzione latina bella matribus detestata, tradotta letteralmente, significa le guerre (sono) detestate dalle madri (Orazio, Odi, 1, 1, 24).
In questa espressione il poeta sintetizza l'orrore della guerra, ricordando il dolore delle madri che perdono il proprio figlio.